# Córrego Danta
Córrego Danta is een gemeente in de Braziliaanse deelstaat Minas Gerais. De gemeente telt 3.475 inwoners (schatting 2009).

## Aangrenzende gemeenten
De gemeente grenst aan Bambuí, Campos Altos, Estrela do Indaiá, Luz, Santa Rosa da Serra en Tapiraí.